# Полторацький Віктор Васильович
Ві́ктор Васи́льович Полтора́цький (рос. Виктор Васильевич Полторацкий; справжнє прізвище — Погостін; нар. 18 квітня (1 травня) 1907, Асхабад, нині Ашгабат — пом. 9 травня 1982, Москва) — російський радянський прозаїк, нарисовець, поет, журналіст.

## Біографія
Віктор Васильович Погостін народився 18 квітня (1 травня за новим стилем) 1907 року в сім'ї паровозного машиніста в місті Асхабад (нині Ашгабат), де його батько тоді проходив службу. Згодом письменник узял собі псевдонім від назви Ашгабата в 1919—1927 роках — Полторацьк.
1910 року сім'я повернулася в місто Гусь-Хрустальний, де минули дитинство та юність Віктора. 1921 року він закінчив школу і до 1927 року працював у паровозному депо. 1927 року вступив на робітничий факультет, а далі на літературний факультет Ярославського педагогічного інституту, який закінчив 1933 року.
У 1933—1939 роках Полторацький працював у газеті «Рабочий край» і журналі «Пламя» в місті Іваново. У 1939—1941 роках письменник був відповідальним секретарём Івановського обласного відділення Спілки письменників СРСР.
Під час Німецько-радянської війни служив у Робітничо-селянській червоній армії, був спеціальним кореспондентом газети «Известия». Після війни працював у цій газети нарисовцем. Часто бував у закордонних відрядженнях, де збирав матеріал для нарисів. Від 1956 року працював головним редактором літературно-художнього альманаху «Наш современник». У 1958—1961 роках був першим головним редактором новоствореної газети «Литература и жизнь» (нині «Литературная Россия»). Від 1965 року Полторацький працював редактором літературного відділу газети «Известия».
Віктор Васильович помер 9 травня 1982 року. Його поховали в Москві на Кунцевському цвинтарі.
У Полторацького було двоє доньок. Галина працювала в «Литературной России» коректором. Друга донька Тетяна працювала в бібліотеці Центрального будинку літераторів у Москві. Вона одружилася з письменником-дисидентом Володимиром Максимовим і виїхала з ним у Париж.